# 流觞曲水

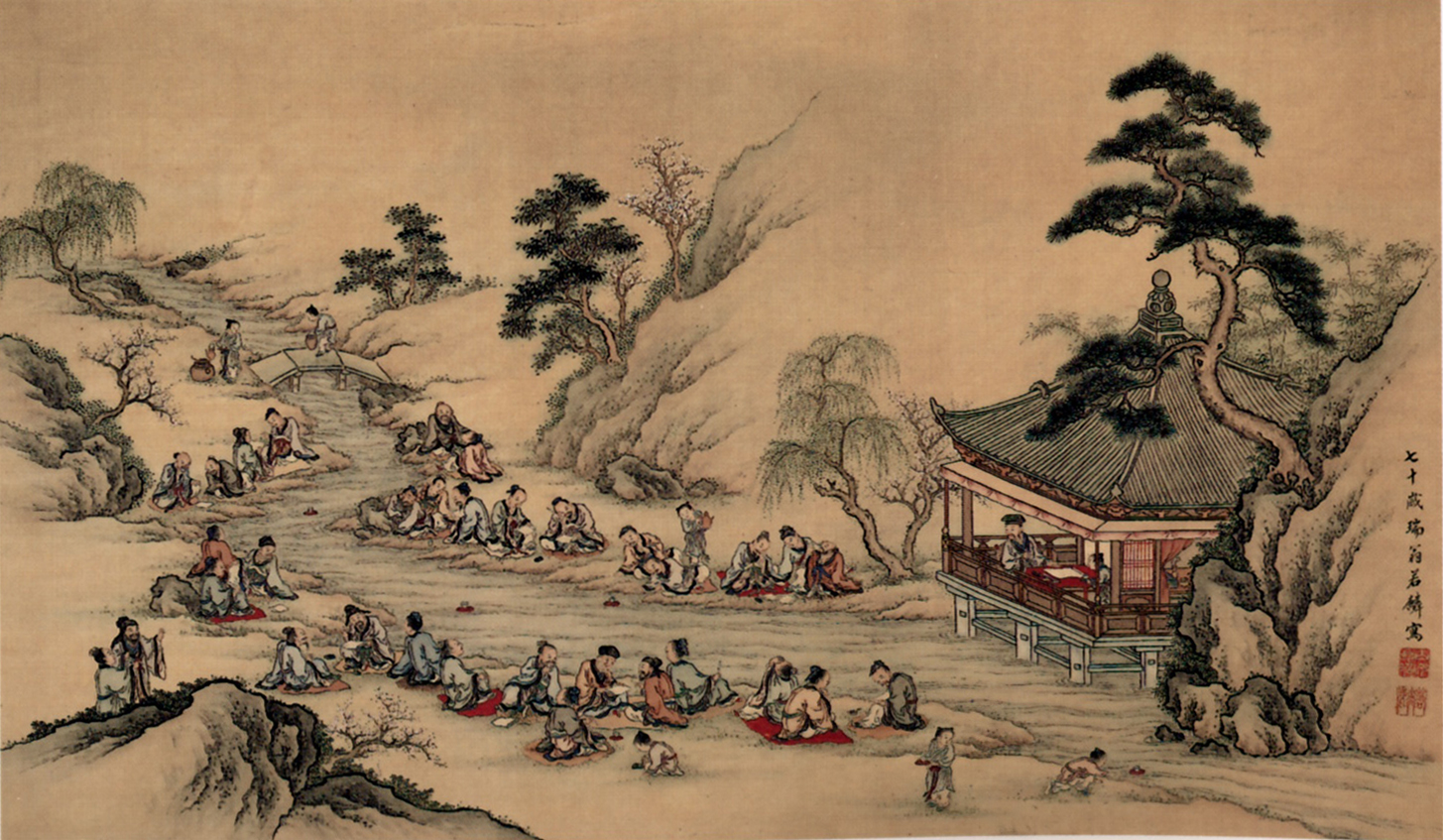
蘭亭曲水图，山本若麟绘，1790年

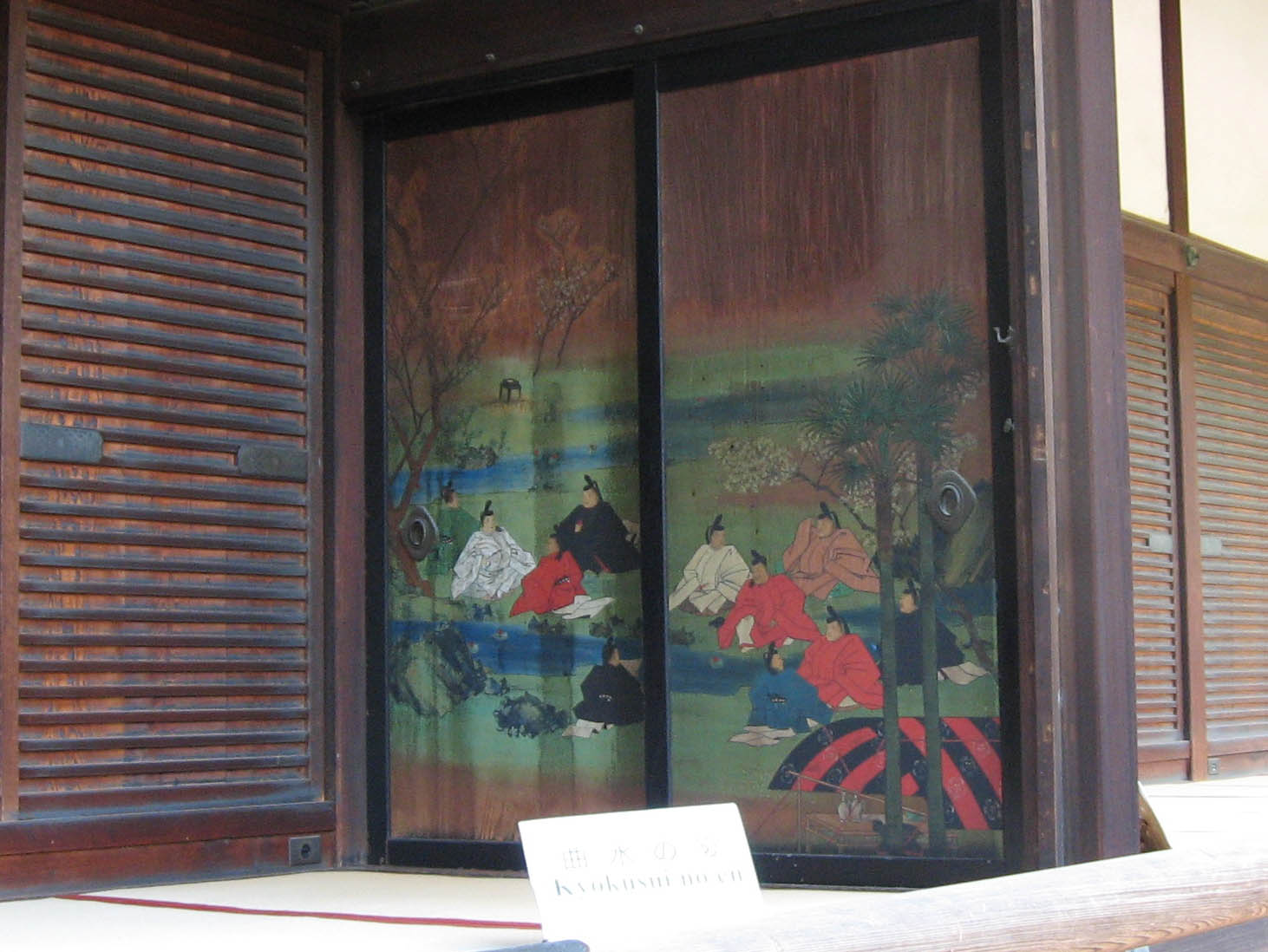
日本京都御所常御殿的曲水流觴繪畫

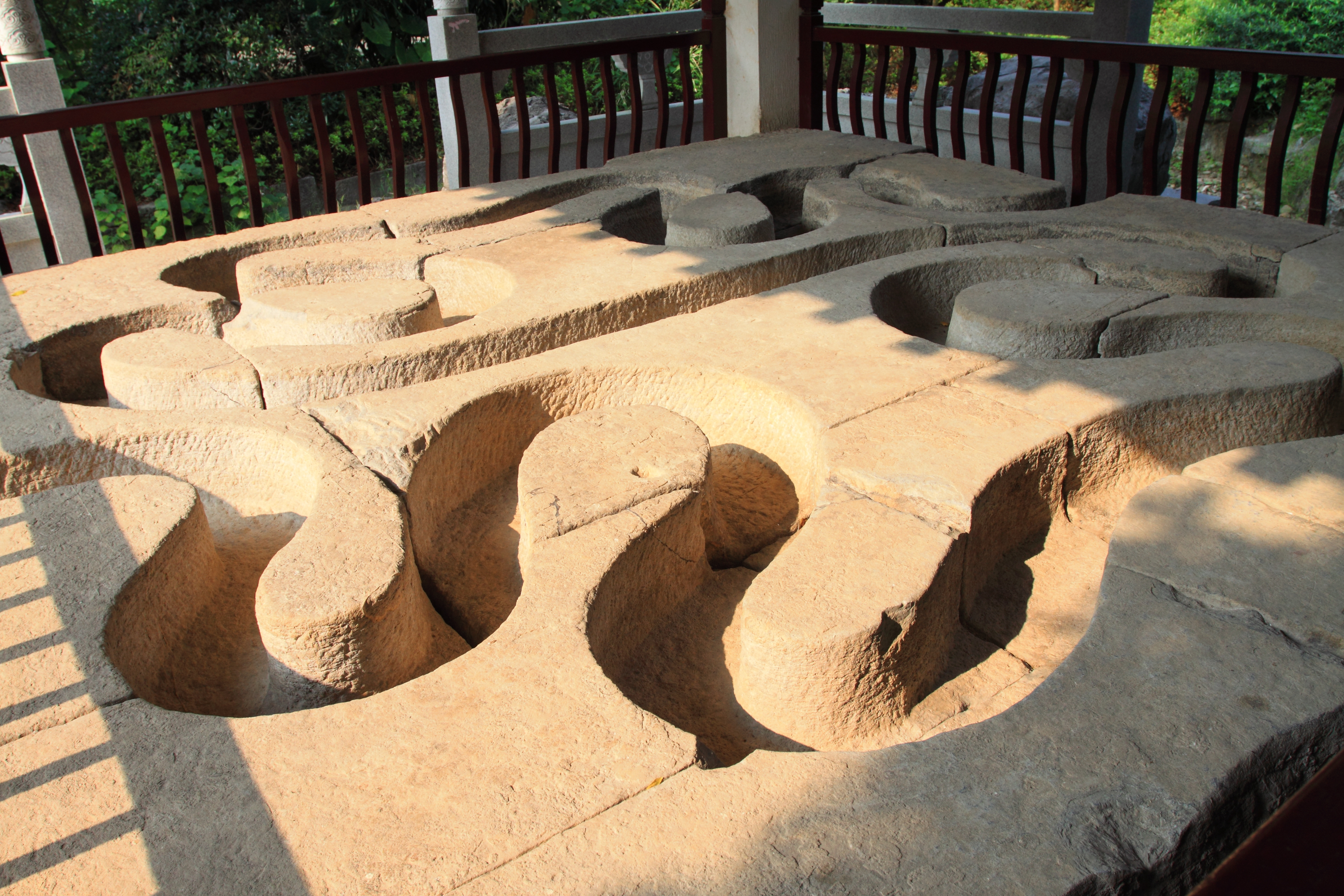
桂林桂海碑林博物馆内的宋代曲水流觞石刻

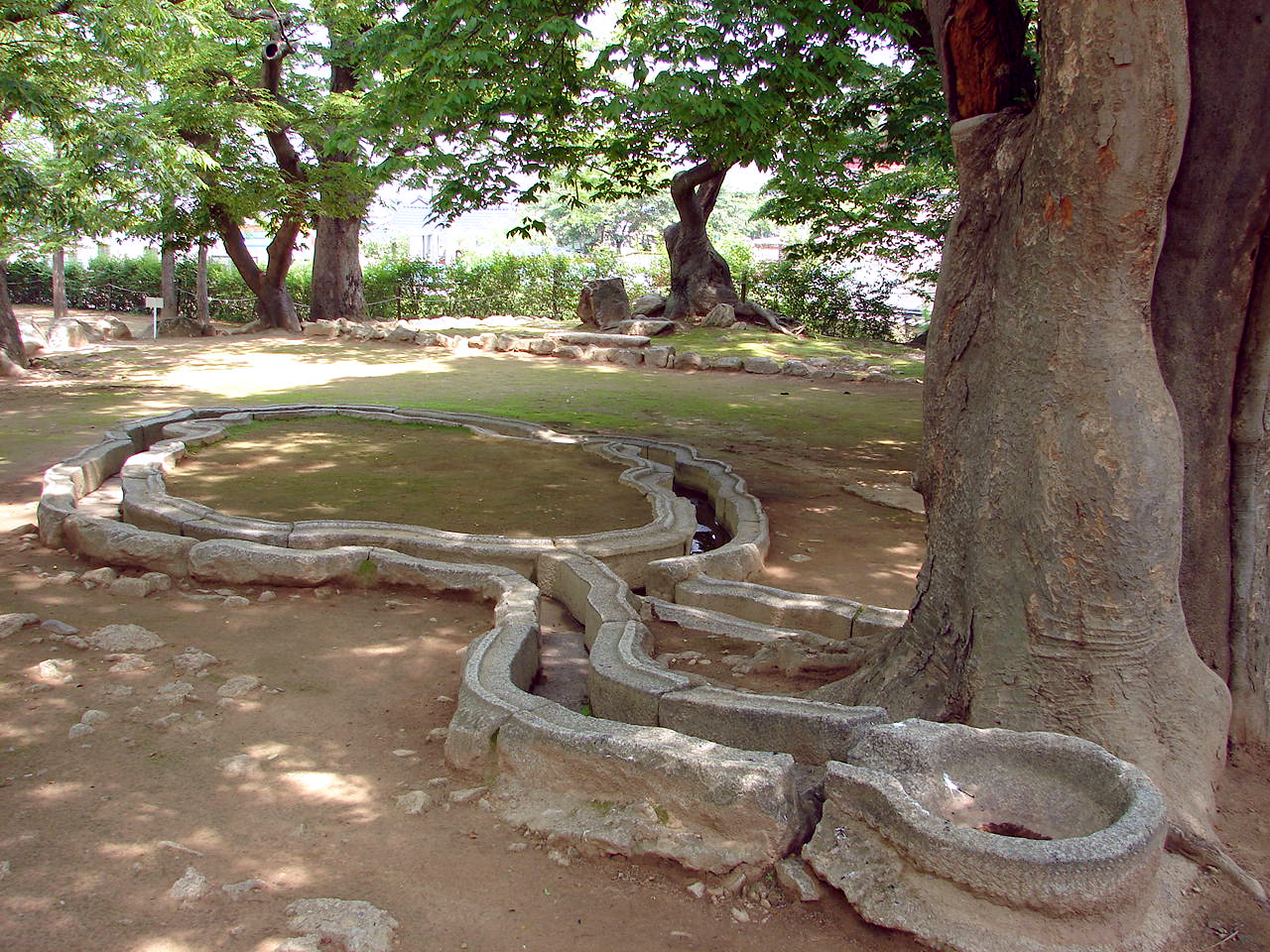
韓國慶州鮑石亭的新羅曲水流觞石刻

曲水流觞，是源於中国的一种游戏，後來流傳至日本、朝鮮半島。夏历的三月人们举行祓禊仪式之后，大家坐在河渠两旁，在上流放置酒杯，酒杯顺流而下，停在谁的面前，谁就取杯饮酒。这种游戏非常古老，逸诗有云：“羽觞随波泛”。
“曲水流觞”源于上巳节这一古老风俗。上巳指夏历三月的第一个巳日。

## 历史
周代有水滨祓禊之俗，祓禊指洗濯身体以除去凶疾的一种祭祀仪式，朝廷指定专职的女巫掌管此事。《诗经·郑风·溱洧》记载有郑国阳春三月祓禊的情景。
汉代时三月上巳确定为节日。《后汉书·礼仪志》载：“三月上巳，官民皆禊于东流水上，洗濯祓除，去宿垢，为大洁。” 每逢该日，官民都去水边洗濯。不仅汉族民间风行，连帝王后妃也去临水除垢，祓除不祥。后来，此俗又进一步演变为临水宴饮。
魏晋以后上巳改为三月初三，成为一个重要节日，洗濯身体的风俗逐渐演化成临水宴客和郊外踏春，又有了臨水浮卵和臨水浮棗等習俗，再演變成流觴曲水。
东晋永和九年（353年）三月初三的上巳节，会稽内史王羲之偕亲朋谢安、孙绰等四十二人，相聚会稽山阴（今浙江绍兴）的兰亭，修禊祭祀仪式后，举行曲水流觞的游戏，四十二人人饮酒咏诗，所作诗句结成了《兰亭集》，王羲之为该集作《兰亭集序》。从此曲水流觞（《兰亭集序》原文作「流觴曲水」），咏诗论文，饮酒赏景，历经千年而盛传不衰。

## 影响
日本在奈良時代傳入这一风俗，最初流行於宮廷，後來流傳至民間，之後再演變成流雛。
朝鮮半島在新羅時代開始傳入此風俗。